# 聖パンテレイモン修道院 (オフリド)
聖パンテレイモン修道院 (せいパンテレイモンしゅうどういん、マケドニア語: Свети Пантелеjмон（スヴェーティ・パンテレイモン、発音： [pantɛlɛjˈmɔn]）；ギリシア語: Άγιος Παντελεήμων）は、マケドニア共和国オフリド、プラオシュニクに所在する修道院である。聖クリメントにより建造され、教育の中心として大きな役割を果たした。

## 沿革

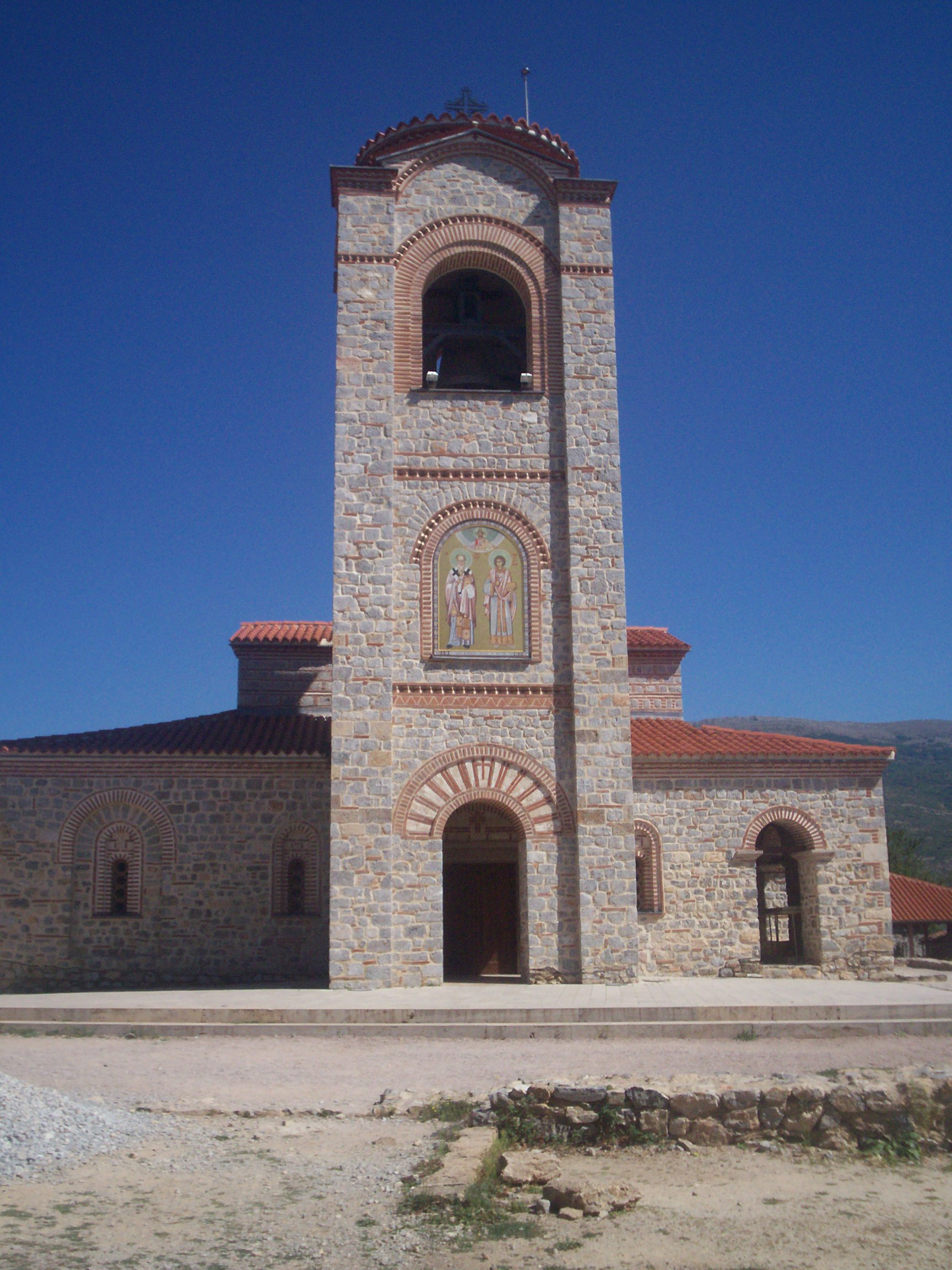
修道院の側面に近年建設された鐘楼。入口上側に設けられたイコンは、聖パンテレイモンの傍にいる聖クリメントと、二人を見下ろすキリストを表している。

### 開設
886年、ボリス1世の求めにより、聖キリルと聖メフォディの弟子である聖クリメントが布教活動のためオフリドに移住した。893年には二人の別の弟子である聖ナウムもオフリドに移住している。
893年、聖クリメントにより、この修道院が建造された。聖クリメントは、この修道院に学校を開き、文字、文学やスラヴ典礼の教育を行った。この修道院で、聖クリメントは弟子に対し、グラゴル文字の一種であるキリル文字を教えていたといわれている。この学校では3,500人が学んだとされており、これらの弟子たちがスラヴの文芸を広め、この修道院は文化の中心となった。この修道院はヨーロッパで最古の大学であるとする説もある。
916年、聖クリメントは死去し、この修道院の地下聖堂に埋葬された。

### モスクへの改造
14世紀末にオフリドはオスマン帝国の支配下に入った。このため、15世紀には、この修道院はオスマン帝国によりモスクへと改造された。その後16世紀初期には、オスマン帝国は破壊された教会や修道院の再建を認めるようになり、この修道院も再建された。しかし、この修道院は16世紀末期または17世紀初期に再度破壊され、イマレット・モスクと呼ばれる別のモスクがオスマン帝国により建てられた。

### 発掘と再建

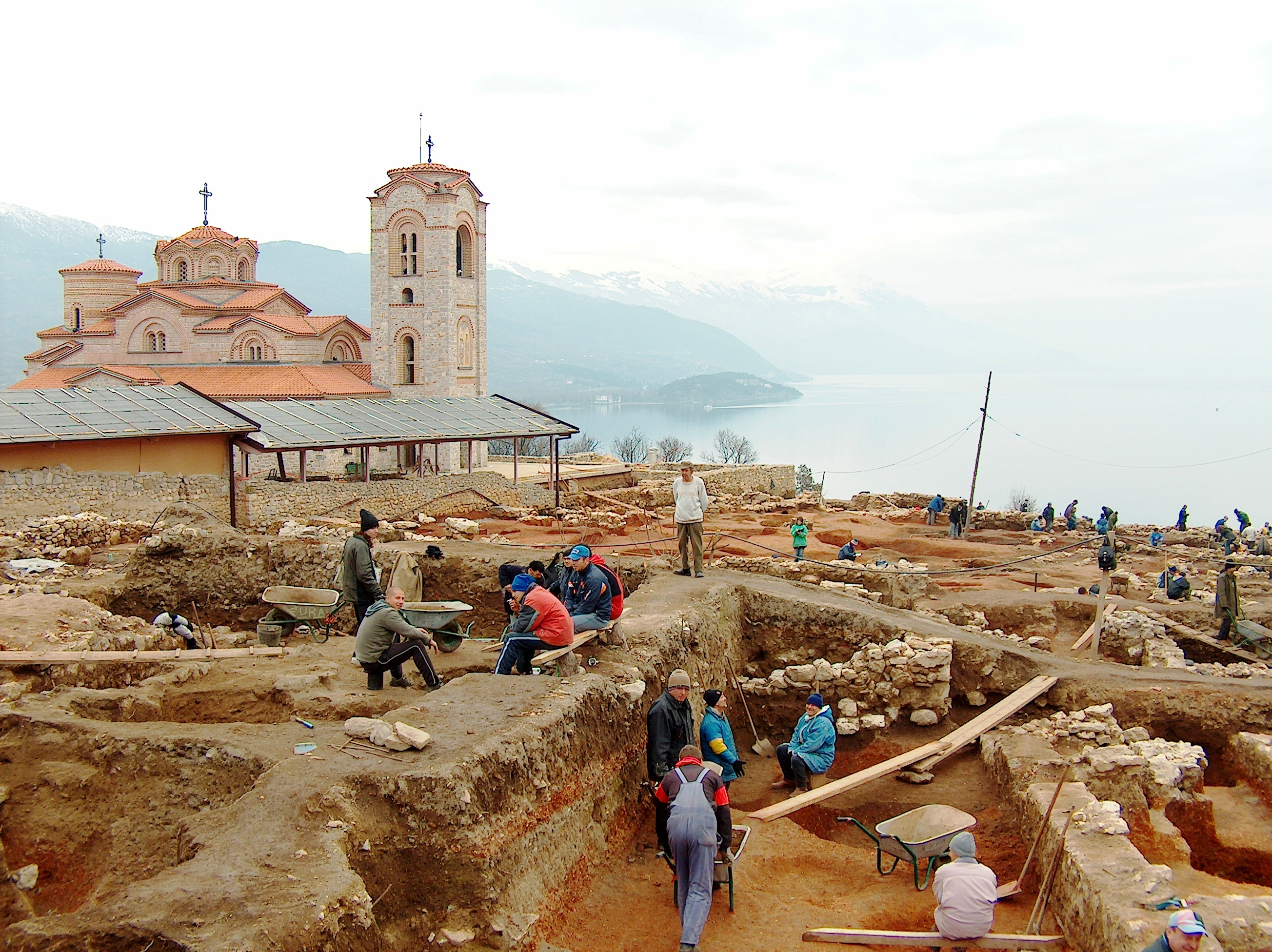
考古学者らによるプラオシュニクの発掘（2007年12月）

1943年にこの修道院の発掘が初めて行われ、地下のトンネルと地下聖堂の存在が明らかになった。1965年にも発掘が行われている。
1999年、イマレット・モスクの残骸を取り除いての大規模な発掘が行われた。発掘により、4世紀から6世紀の間に建てられたとみられる、5つの棟から成るバシリカの洗礼場が発見された。洗礼場のモザイクの床にはスワスティカの模様が付されていた。このバシリカは、十二使徒の一人であるパウロに捧げられたものであると考えられている。
続いて再建作業が開始され、2002年7月末には修道院の建物が完全に再建された。部分的に破壊された鐘楼も、修道院の右側に再建され、教会内部の床も大理石で再建された。
2007年10月10日には発掘により、約2,383枚のヴェネツィア共和国の貨幣が発見された。考古学者パスコ・クズマンは、これらの硬貨はオフリドとヴェネツィアの商業的な結びつきを示すものであり、特に重要なものであると述べている。

## 建築

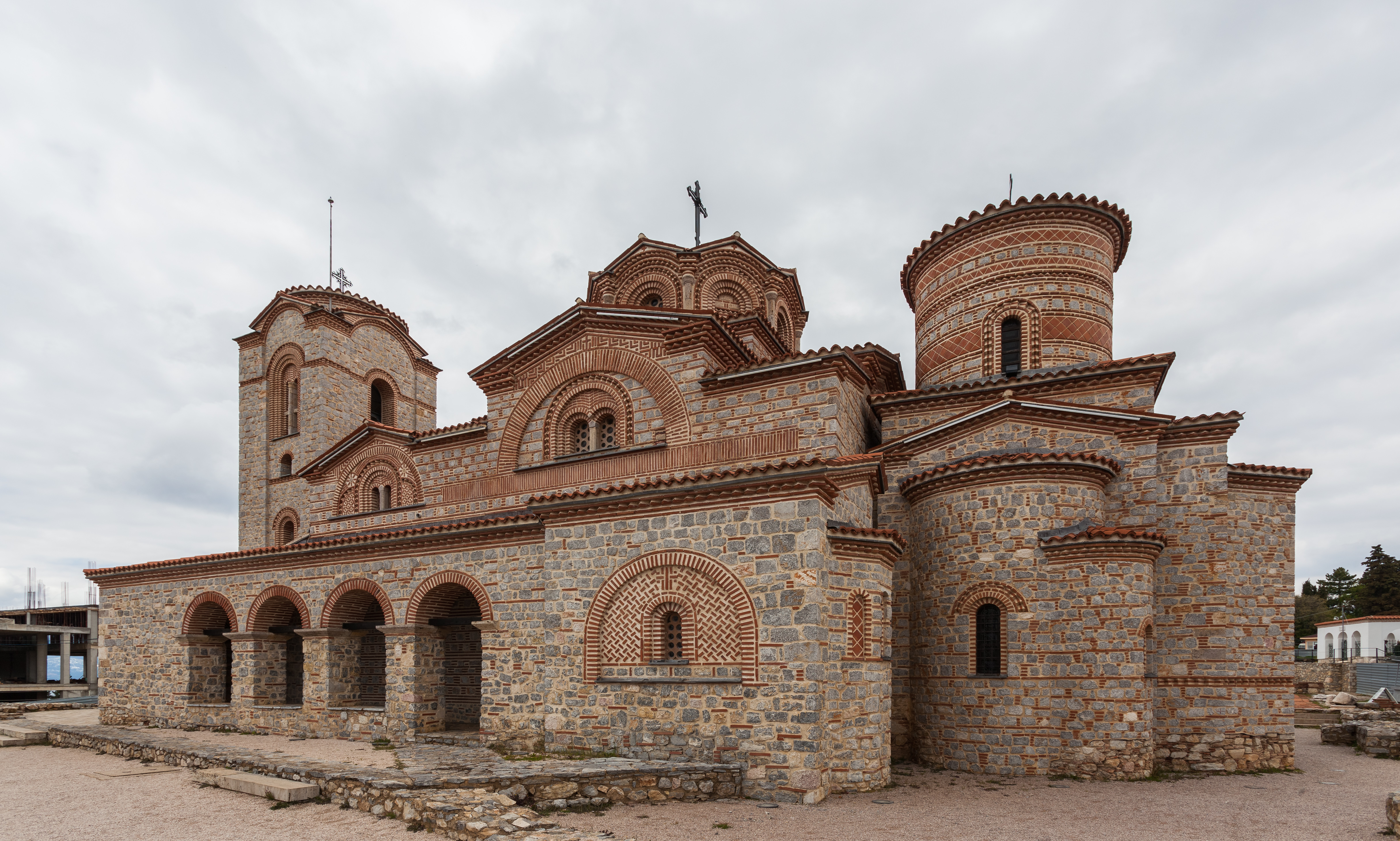
後方からの眺め。

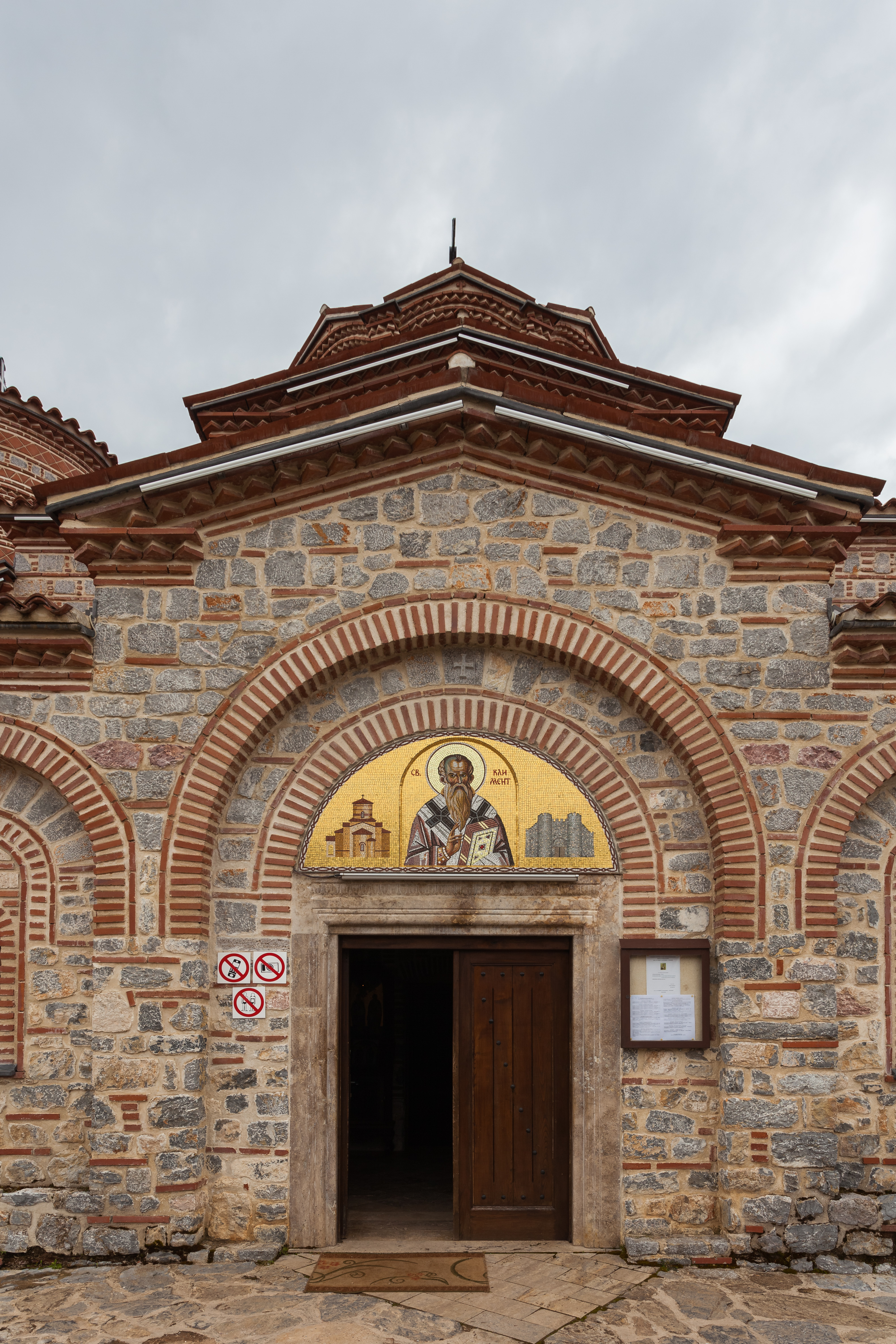
玄関。

聖パンテレイモン修道院は、オフリド湖を見下ろす丘に建てられており、この丘は現在はプラオシュニクと呼ばれている。
この修道院は、聖クリメント自身により設計・建築されたといわれている。複数の歴史的な文献によれば、聖クリメントは当初、古い教会を再建することによりこの修道院を建造したが、規模が小さすぎたため、その基礎の上に新しく教会を作り直し、聖パンテレイモンをその守護聖人としたとされている。研究者らは、修道院の建築様式および設計から判断するに、聖クリメントはこの修道院を当初から学校としようとしていたと考えている。
2002年の再建の際は、修道院の聖性を保つため、もとの修道院の建造に用いられていた資材を使用し、当時の技術に類似した技術により、手作業で行われた。修道院の再建を通じて、機械は、内部を磨くためにしか用いられなかった。修道院の外観には、多数の詳細なモザイク画が描かれている。